# سيدات من ميسالونجي
رواية سيدات من ميسالونجي (بالإنجليزية: The Ladies of Missalonghi)‏ رواية قصيرة للكاتبة الأسترالية كولين مكلو تشرت عام 1987 بتكليف لسلسلة هاتشينسون للقصص القصيرة  في المملكة المتحدة وأستراليا، ونشرت في الولايات المتحدة أيضا ضمن سلسلة هاربر للقصص القصيرة 